# Farní sbor Českobratrské církve evangelické v Lounech
Farní sbor Českobratrské církve evangelické v Lounech spadá pod Ústecký seniorát. Počet aktivních členů je cca 30. Převažující věkovou skupinou je střední generace a děti, většinu sboru dnes tvoří lidé přestoupivší z jiných církví a dospělí konvertité, což jinak není v ČCE obvyklé.
Duchovním sboru je farář Tomáš Pavelka, kurátorkou Jindřiška Ježková. Sídlem sboru je funkcionalistický kostel v ulici Českých Bratří 1510. Nová kazatelská stanice byla zřízena v Radonicích nad Ohří.